# Abel Beach
Abel Beach (ur. 1829, zm. 1899) – amerykański nauczyciel akademicki, prawnik i poeta. 

## Życiorys
Abel Beach urodził się w miejscowości Groton w stanie Nowy Jork 7 lutego 1829 roku. Ukończył Union College of Schenectady. Potem uczył łaciny i greki na Stanowym Uniwersytecie w Iowa. Uzyskał uprawnienia do wykonywania zawodu adwokata, ale nigdy nie praktykował. Poeta zmarł 19 czerwca 1899 roku. Był jednym z założycieli międzynarodowego bractwa Theta Delta Chi. Został pochowany na Oakland Cemetery w Iowa City. 

## Twórczość
Abel Beach wydał tomiki Western Airs: Choice Selections from the Miscellaneous Poems (Buffalo, 1895) i The Mysteries of Life and Other Late Poems Supplemental to Western Airs (Iowa City, 1897). Publikował też wiersze w czasopismach.